# John F. Burke
John Francis Burke (ur. 22 lipca 1922 w Peorii, zm. 2 listopada 2011 w Lexington) – amerykański chirurg, twórca sztucznej skóry.

## Życiorys
John Francis Burke urodził się 22 lipca 1922 roku w Peorii w stanie Illinois jako najstarsze z trojga dzieci Franka i Mary Biaggi. Dorastał w Chicago. Studiował inżynierię chemiczną na University of Illinois. W czasie II wojny światowej służył w armii; zdecydował się wówczas studiować po wojnie medycynę, by zostać psychiatrą. Po uzyskaniu dyplomu w 1947 roku ukończył także Harvard Medical School. Po studiach zdecydował zająć się chirurgią.
Burke opracował system kontroli infekcji szpitalnych, który jednak nie rozpowszechnił się. Jest także autorem odkrycia ws. pozytywnego wpływu antybiotyków podanych przed operacją chirurgiczną na ryzyko zakażenia pooperacyjnego. Wspólnie z dr. Ioannisem V. Yannasem, specjalistą od białek i polimerów na Massachusetts Institute of Technology, prowadził w latach 1969–1980 zespół, który opracował pierwszą komerycjnie produkowaną sztuczną skórę dla ofiar poparzeń.
Od 1966 do 1996 roku był profesorem chirurgii na Harvard University. 
Miał trzech synów, córkę i ośmioro wnucząt.